# Kiwiciowce
Kiwiciowce (biał. Квіцеўцы, Kwicieucy; ros. Квитевцы, Kwitiewcy) – dawny chutor na Białorusi, w obwodzie grodzieńskim, w rejonie szczuczyńskim, ok. 30 km na północ od Szczuczyna, nad rzeką Latówką.

## Historia
Pod koniec XIX wieku folwark leżał w powiecie lidzkim w guberni wileńskiej. W 1866 roku mieszkało tu 44 osób. Był to prywatny folwark należący do Zaleskich herbu Lubicz. Miejscowość podlegała parafii w Nowym Dworze. 
W 1923 roku zaścianek Kiwiciowce leżał w gminie wiejskiej Nowy Dwór w powiecie lidzkim w województwie nowogródzkim. Znajdowało się tutaj 6 domów.
Do 2013 roku chutor wchodził w skład sielsowietu Nowy Dwór. W 2018 roku miejscowość została zlikwidowana.